# Лодердейл, Джеймс
Джеймс Мэйтленд, граф Лодердейл (англ. James Maitland Lauderdale, 8th earl of Baron Lauderdale Of Thirlestane; 26 января 1759, Хаттон Хаус, обл. Мидлотиан, Шотландия — 13 сентября 1839, замок Тирлстейн, гр. Бервикшир) — шотландский экономист и политик. 
Получил образование в университетах Эдинбурга и Глазго. До того как получил титул (1806), неоднократно избирался в Палату общин Британского парламента.
Продолжил активную парламентскую деятельность в Палате лордов. В молодости был членом партии вигов, позднее стал крайним тори. В книге «Исследование природы и происхождения общественного богатства» подверг критике содержание «Богатства народов» Адама Смита, но на дебатах в Палате лордов неизменно высказывался в защиту принципов свободной конкуренции (laissez-faire). Входит в список «ста великих экономистов до Кейнса» по версии М. Блауга.

## Основные произведения
- «Исследование природы и начала общественного богатства, с присовокуплением средств и причин увеличения оного» (An Inquiry into the Nature and Origin of Public Wealth, and into the means and causes of its increase, 1804);
- «Письмо о хлебных законах» (A Letter on the Corn Laws, 1814).